# Kućan Ludbreški
Kućan Ludbreški är en ort i Kroatien.   Den ligger i länet Varaždin, i den nordöstra delen av landet, 70 km nordost om huvudstaden Zagreb. Kućan Ludbreški ligger 154 meter över havet och antalet invånare är 195.
Terrängen runt Kućan Ludbreški är huvudsakligen platt, men åt sydväst är den kuperad. Runt Kućan Ludbreški är det ganska glesbefolkat, med 43 invånare per kvadratkilometer. Närmaste större samhälle är Koprivnica, 19,7 km sydost om Kućan Ludbreški. I omgivningarna runt Kućan Ludbreški växer i huvudsak lövfällande lövskog.